# Apatura ambica
Apatura ambica är en fjärilsart som beskrevs av Vincenz Kollar 1844. Apatura ambica ingår i släktet Apatura och familjen praktfjärilar. Inga underarter finns listade i Catalogue of Life.

## Bildgalleri

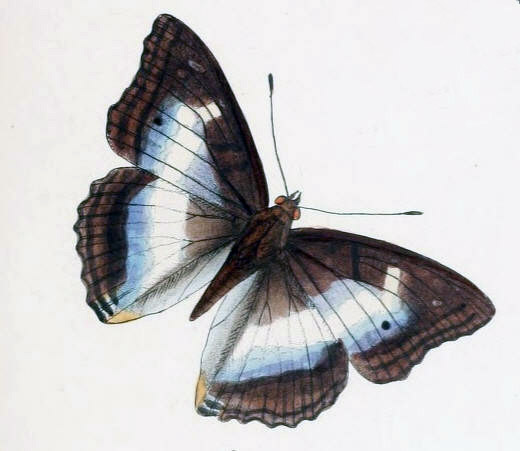
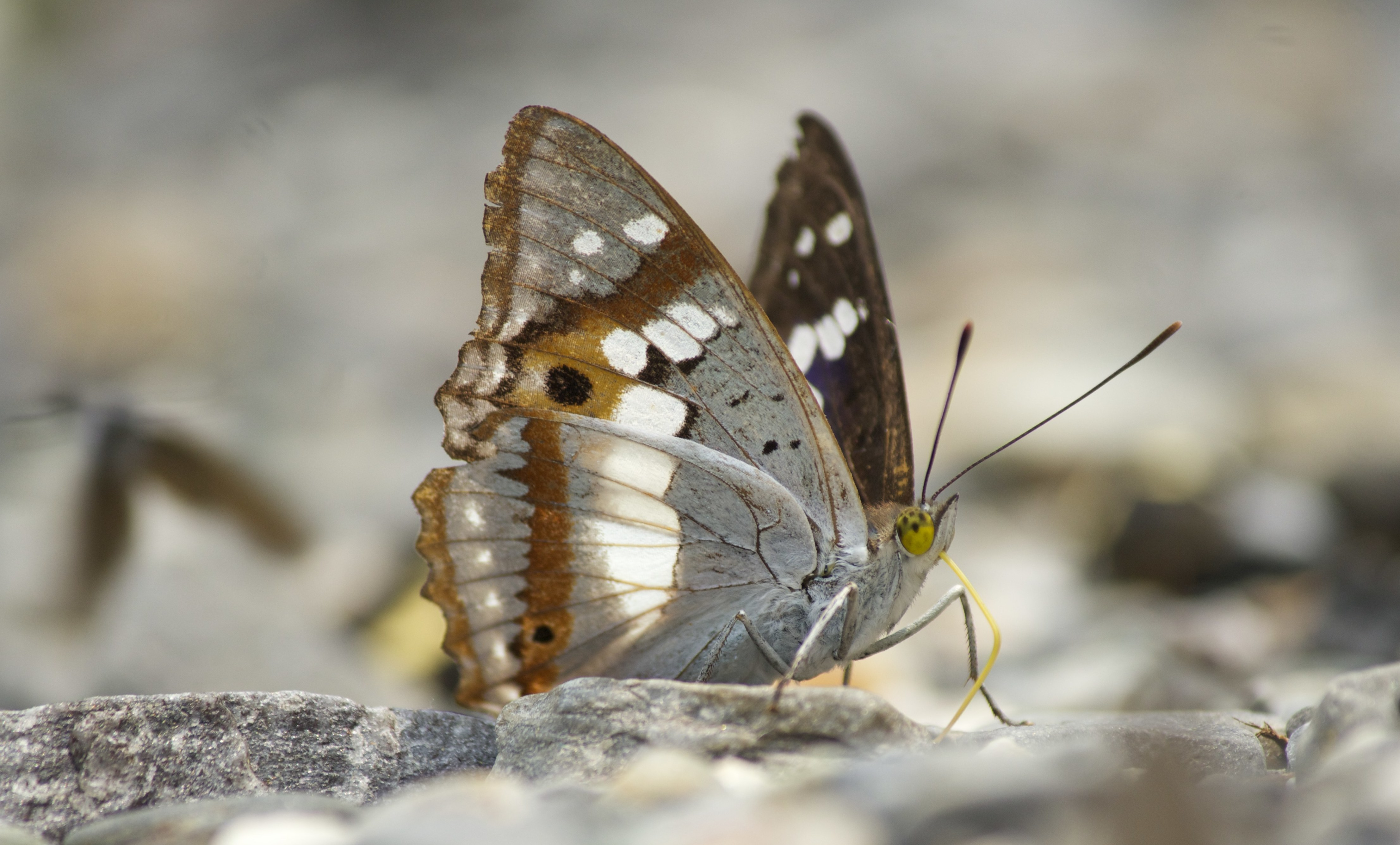
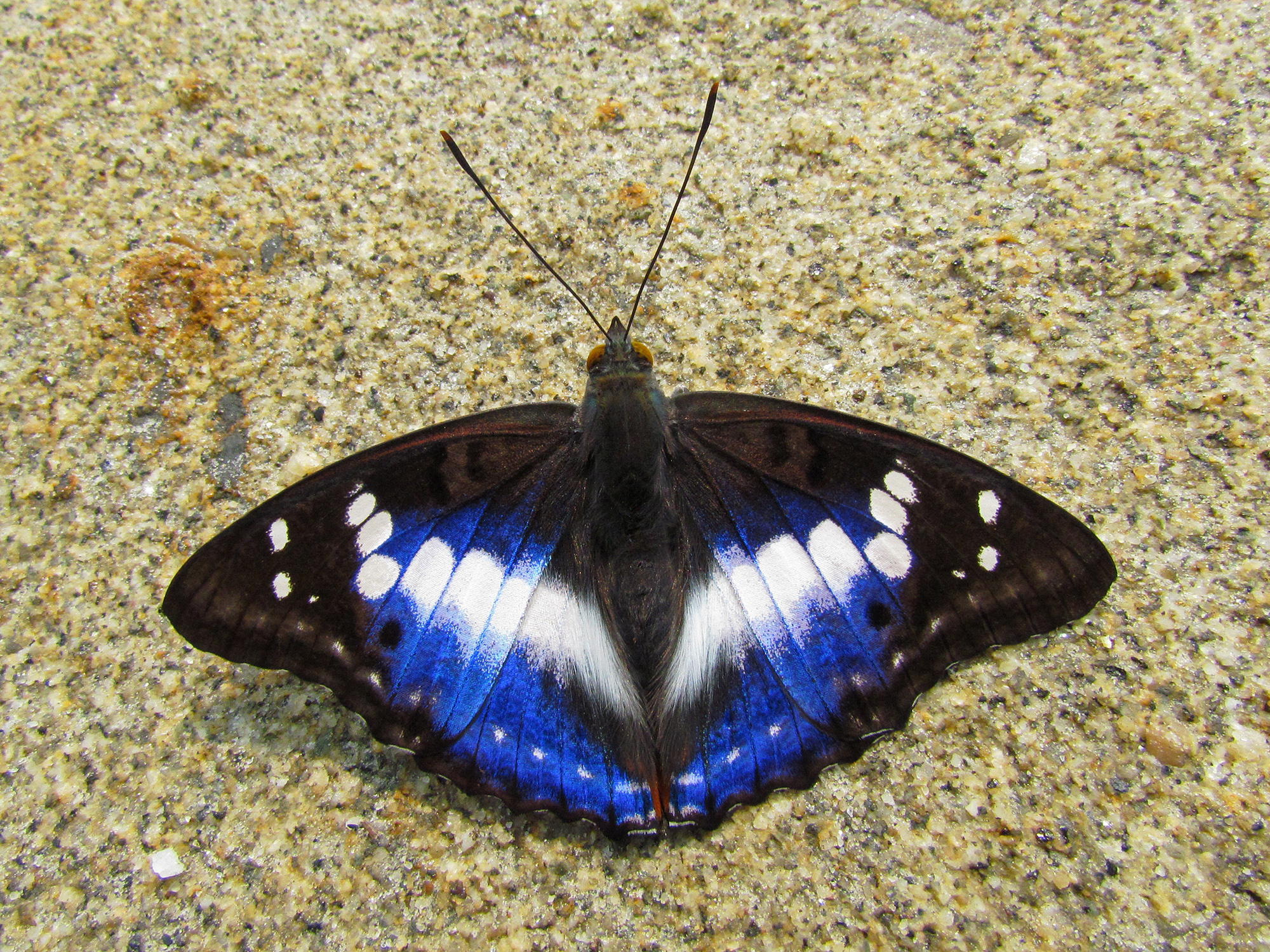